# Una tumba en las nubes
Una tumba en las nubes es un ensayo, la última obra escrita en 2010 por el escritor franco- español Jorge Semprún, quien fue coronado como El Mejor Ensayo del Año por la redacción de la revista LIRE.

## Resumen
1. El árbol de Goethe.
2. De la perplejidad a la lucidez
3. Mal y modernidad : la obra de la historia
4. La izquierda en Europa tras las utopías
5. Diversidad cultural y Europa
6. Una tumba en las nubes
7. Ni héroes ni víctimas
8. El futuro de Alemania
9. La experiencia del totalitarismo
10. Inventar Israel

## Presentación y Contenido
En este libro, Jorge Semprún intenta una aproximación histórico-sociológica a la evolución de Europa en el siglo XX. Su historia se ha construido a base de encuentros y luchas por la influencia y el poder, luchas fratricidas.
Aunque todavía nos falte retrospectiva, este siglo XX parece estar lleno de odio y guerra, de las guerras mundiales al comunismo, de la reunificación alemana a la construcción europea, Jorge Semprún nos ofrece un nuevo y lúcido testimonio de un intelectual europeo sobre los grandes episodios de este período. A partir de este siglo, cuna del totalitarismo", Jorge Semprún quiere oponerle con la idea de emancipación. Si el deber de memoria está fuera del ámbito de la historia, incluso por los crímenes de guerra y por el Gulag, el deber del intelectual es proponer una visión clara y reactiva del futuro.